# ベビースイミング

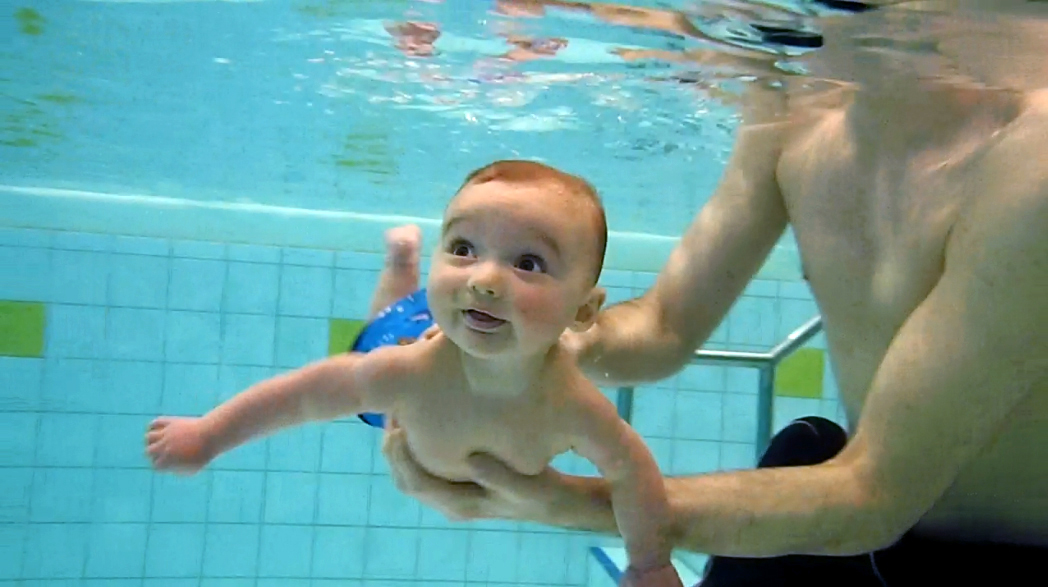
プールで泳ぐ幼児

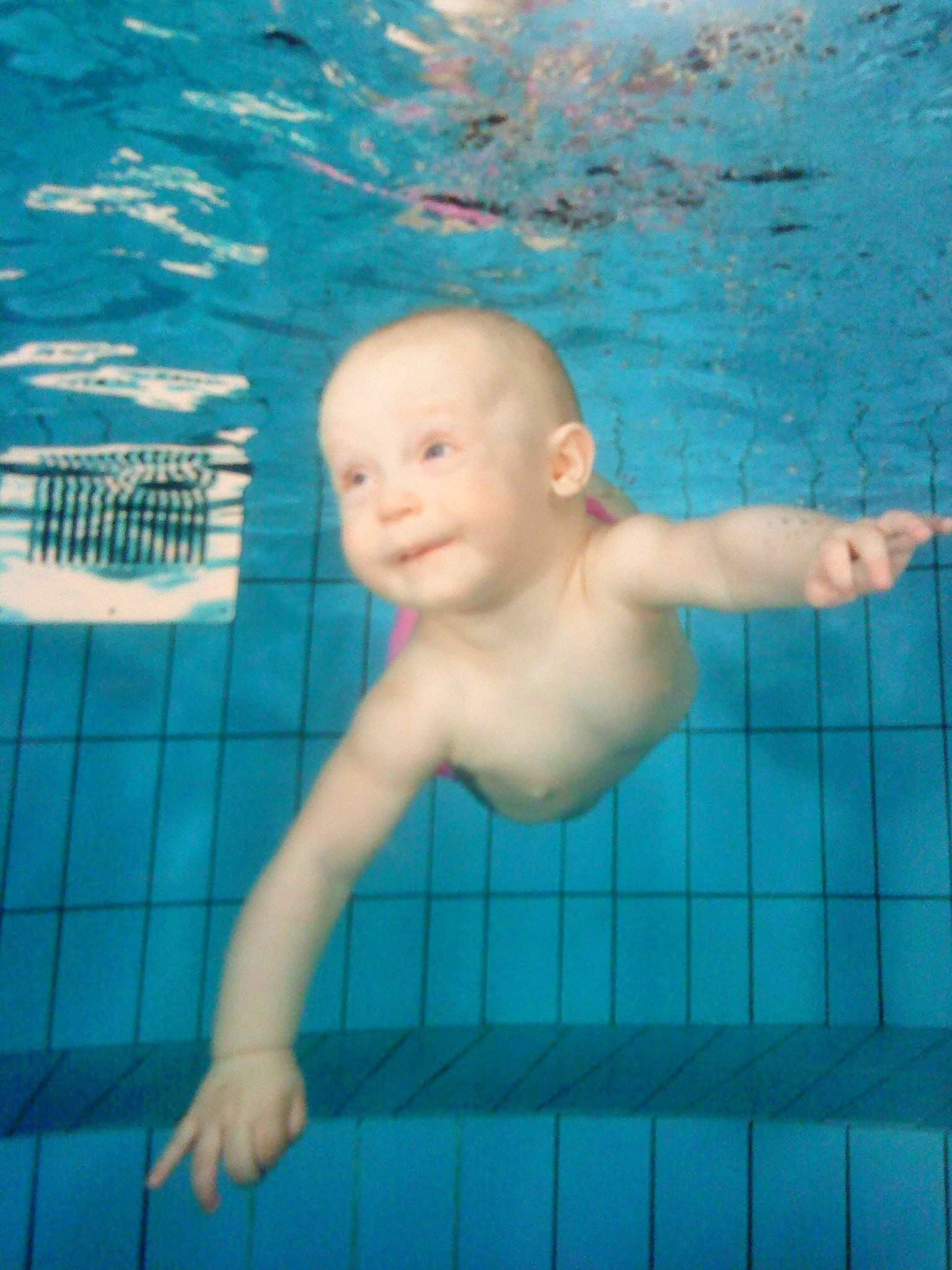
幼くても本能的に水の中では呼吸をとめる

ベビースイミングとはおおよそ3歳未満の乳幼児に行わせる水泳。幼い子どもであっても、短い時間であれば水の中で呼吸をとめからだを動かすことができる。これを水泳教室のようなレッスンのかたちにすることもできる。これは主として幼児が溺れるリスクを減らすために行われるものである。

## 潜水反射
人間の赤ん坊は生まれてからおおよそ6か月程度で、泳いだり潜ったりといった行動を先天的な能力として発揮する。他の哺乳類もこういった行動をみせる。水に潜った赤子は無意識的に呼吸をとめ、心拍数を落とす（徐脈）。そして指やつまさきといった末端への血流を制限（末梢血管収縮）する反射をみせるのである。こういった潜水反射のあいだ、幼児の心拍数は平均して20%ほど低くなる。肺の上部はそのままふたがされ、水が呼吸器に流れ込むことなく食道を通じて胃の方へそれてゆく。こうした潜水時にみせる人間の反射は、運動時でも休憩時でも、酸素量を維持する効果もあることが明らかにされている。酸素は心臓と肺のために保たれ、深刻な低酸素症のダメージに備えられているのである。したがって、こういった反応は人体にとっての重要な防衛機構とみなされうる。

## 溺れるリスク
水は世界的にみてもケガや死につながる事故の原因の一つであるが、その割合が最も高いのが子どもである。実際、溺死はアメリカの1歳から4歳までの子どもの主な傷害死亡の原因の一つであり、この年代では先天性欠損症に次いで二番目に高い割合である。
アメリカ疾病予防管理センターで発表された、2005年から2009年までのアメリカのデータをもとにした2012年の研究では、毎年平均して513人の子ども(0歳から4歳まで）が溺死しており、さらにこの年代の子ども3057人が致命的ではないものの水難事故としてアメリカの救急外来に搬送されている。全ての年代と比較すると、0歳から4歳までの子どもは最も高い死亡率と事故率を示している。2009年には、不慮の事故で亡くなった1歳から4歳までの子どものうち30%以上が溺死によるものだった。最も一般的なのはプールで溺れる例であり、それも自宅のプールで亡くなる子どもが多かった。

## 幼児への水泳教室

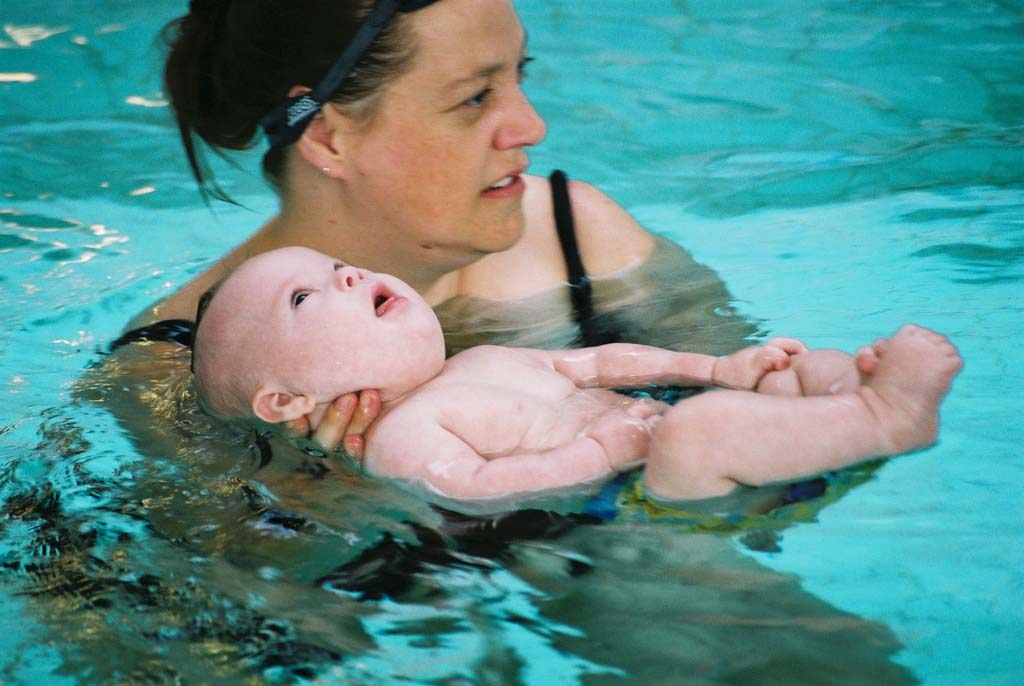
水泳教室で自分の子を抱く母親

かつては子どもへの水泳教室といえば4歳以降に始めるのが一般的で、それ以前の子どもは発達的に十分だとは考えられていなかった。しかしその後、4歳になるのを待たずに水泳のレッスンを行うことはより一般的になったといえる。オーストラリアの水泳指導者や教師による団体は、生後4か月から正式なレッスン・プログラムを始めることを推奨しているし、認定資格を取得したスイミング・スクールでも非常に幼い子どもへのクラスを開いている。アメリカでもYMCAを始めとする組織が水泳教室を開いている。授業を受けるためには、幼児が頭を持ち上げることができるようになっている必要がある（およそ3か月から4か月ほど）。
呼吸をするために背中を水に浮かべ、壁や安全な場所まで泳いでいくために身体をひっくり返す。この流れを通じて幼児に水泳を教えることができる。泳いでは身体をひっくり返して浮かび、その後また身体をひっくり返して泳いでいくということを本能的に教えるのである。したがって、こういった教え方は「泳いで、浮かんで、泳ぐ」と要約されている。幼児の水泳教室は「リカバリー」を教えるものでもあると言われる。赤子や幼児が誤って水面に落ちたときにそこからの復帰の仕方を学ばせるという意味である。かつての親と子の間でなされたレッスンであれば、子どもの顔を水につけさせ、水中で息を吐いてぶくぶくと泡をたてて終わりであったが、水泳教室は子ども達が水に浮かび、身体を休め、呼吸をするために背中を水底に向け、助けがくるまでその姿勢を維持するための技術をゆっくりと教えていく課程であるといえる。

## ベビースイミングの是非
2009年の研究では、教室でのスイミング・レッスンを受けることで、1歳から4歳までの子どもが溺れるリスクを88%減らすことにつながるとされているが、著者たちは後にこの結論は不正確であると認めた。幼児の水泳教室が運動能力を向上させるとする研究もあるが、これも被験者の数が少なすぎて決定的ではない。
一方で幼児の水泳は、ライノウイルス性喘鳴疾患と関連性があるとされている。
他にも危険な要素を指摘する声はある。親が子どもの安全に対して誤った観念を抱いてしまい、プールのそばにいる子どもたちを適切に管理しなくなったり、子どもは低体温症や胃腸、皮膚の感染症にかかったり、水を飲んで水中毒となることもある。

## 専門的知見
アメリカ疾病予防管理センターは、溺死に対する予防的な手段の一つとして、1歳から4歳の子どもへの水泳教室を推奨していた。
2010年、アメリカ小児科学会は、4歳になる前の子どもに水泳を教える指導を行うことに反対する立場をひるがえし、早期の水泳指導に対する注意勧告を裏付けていた根拠はなくなったとした。しかし小児科学会は、1歳から4歳の子どもがスイミング・レッスンを受けるべきとするには、当時の資料では不十分であったと認めたのだとも述べている。小児科学会はさらに、12か月未満の子どもに水泳を教えることの人気ぶりや、幼児が水難の際には自ら身を守るといったまことしやかな根拠について、そういったごく幼い子どもにトレーニングプログラムを課すことの安全性と有効性は、科学的な研究としてはまったく明らかにされていないとしている。早期の水泳指導にメリットを見込むのであれば、それは潜在的なリスク（低体温症、低ナトリウム症、感染症、プールの化学物質による肺へのダメージなど）と比較したうえでなければならない、というのがアメリカ小児科学会の立場である。

## ポップ・カルチャー
水泳をする幼児は、ニルヴァーナのカム・アズ・ユー・アーのPVに取り入れられたほか、ネヴァーマインドのカバー写真にも使われている。
2004年6月、ニューヨーク・タイムズは「リトル・ニモ：歩くことを覚える前に、泳ぐことを覚えねばならない」と題した記事を掲載している。水中を泳ぐ犬にスポットライトをあてた写真集に続き、この水中の赤ん坊をテーマにした写真集の出版を控えたセス・カスティールを取りあげたものだった。